# Dades
Der Dades, auch Oued Dadès oder Assif Dadès (tamazight ⴰⵙⵙⵉⴼ ⵏ ⴷⴰⴷⵙⵙ) ist einer der wichtigsten Flüsse im südlichen Marokko.

## Verlauf
Der Dadès entspringt im Hohen Atlas; der mündungsfernste Talschluss ist am Südhang des 3219 m hohen Azilal Zaït Ououchchene in etwa 3010 m Höhe zu finden. Hier liegt zugleich das nördliche Ende des Einzugsgebietes des Wadi Draa. Von hier schlängelt sich der Dadès Richtung Süden zunächst durch vegetationslose Hochtäler und bildet 13 km südsüdwestlich des Ursprungs die ersten besiedelten Flussoasen. Sodann verengt sich das Tal zur Dadesschlucht um die letzten Bergketten des Hohen Atlas zu durchbrechen. Bei Boumalne Dadès tritt er ein in die Hochfläche zwischen dem Hohen und dem Antiatlas. Hier wendet er sich nach Südwesten und fließt weiter hinab zur Einmündung in den Stausee El Mansour Eddahbi östlich von Ouarzazate, der seit 1972 die Vereinigung des Flusses mit dem Assif n’Tidili oder Oued Ouarzazate zum Wadi Draa ersetzt. Dieser setzt das Flusstal fort durch den Westteil des Jbel Sarhro und bewässert anschließend eine Vielzahl von Palmenoasen von Agdz bis nach Zagora.

## Hydrometrie
Die Abflussmenge des Dades wurde an der Station Tinouar, kurz vor der Mündung, über die Jahre 1972 bis 1995 in m³/s gemessen (Werte aus Diagramm abgelesen).

## Sehenswürdigkeiten
Die Dadès-Schlucht gehört zu den großartigsten Landschaftseindrücken im Süden Marokkos. In den südlichen Ausläufern der Schlucht befinden sich mehrere sehenswerte Dörfer (z. B. Aït Youl und Aït Arbi) mit traditionellen Wohnburgen aus Stampflehm (tighremts) der hier wohl erst im 18. Jahrhundert sesshaft gewordenen Berber.
Die Kleinstadt Boumalne erstreckt sich entlang einer großen Palmenoase am Dadès-Fluss; in seinem weiteren Verlauf säumen Oasenstädte wie El-Kelâa M’Gouna und Skoura seine Ufer.